# Yıldırımören, Kızılcahamam
Yıldırımören là một xã thuộc huyện Kızılcahamam, tỉnh Ankara, Thổ Nhĩ Kỳ. Dân số thời điểm năm 2011 là 58 người.